# Ciudad Delta
Ciudad Delta es el nombre dado por la corporación Omni Consumer Products (OCP o POC en el doblaje realizado en España) a un gran proyecto de construcción en la parte vieja de Detroit, con el fin de dar trabajo, mejorar la vida y las condiciones de vida existentes en la ciudad estadounidense. Mientras esa parte de la ciudad es reconstruía, la seguridad de los obreros quedaría en manos de máquinas o cyborgs.
Ciudad Delta es una anti-utopía en la que Paul Verhoeven quiso mostrar un posible futuro para una sociedad ultra-liberal que ofrece todas las ventajas para el crecimiento empresarial, pero abandona las políticas sociales.
Pese a que no se ubica temporalmente, la primera película hace ver que Ciudad Delta se construyó en el siglo siguiente a cuando se produjo la cinta (1987). Para conseguir un efecto futurista el equipo de filmación localizó los exteriores en la ciudad de Dallas, estado de Texas, debiendo soportar los inconvenientes producidos por el clima cálido del lugar.
El mismo nombre y la misma idea, una urbe peligrosa que debe ser defendida por medios y personas con condiciones y habilidades superiores a lo normal, ha sido adoptada por otros autores como el dibujante que firma con el pseudónimo Mr. X, para su colección de superheroínas e insectoides peligrosos aparecidas en superheroinecentral.com primero y dangerbabecentral.com posteriormente.

## La ficción
En el siglo XXI, la primera película no especifica ninguna fecha, la ciudad de Detroit sufre unos niveles de delincuencia desmedidos, además de una violencia y agresividad superiores a lo normal. Como ejemplo visual el director viste a los agentes del orden debe utilizar cascos y chalecos antibalas como parte del uniforme reglamentario en determinados sectores de la ciudad. Todo el título da idea de un futuro cercano sombrío con amenazas nucleares en distintos puntos del Planeta, esa escasa fe sobre lo que puede deparar el porvenir también se plasma en la propia ciudad, el cuerpo de Policía no cuenta con efectivos suficientes para realizar los apoyos necesarios a sus compañeros y no les resulta fácil conseguir cobertura médica cuando son heridos durante su trabajo cotidiano.
Con el fin de crear puestos de trabajo, derruir los viejos edificios y levantar una ciudad nueva, más habitable y segura, se planificó el proyecto de Ciudad Delta en la que trabajarían cerca de un millón de obreros. Uno de los grandes problemas, en la ficción, no es conseguir los inversores para un proyecto semejante, sino la seguridad frente a la violencia callejera de los trabajadores que construirían la ciudad. Para ello la compañía emprendió dos líneas de investigación y desarrollo diferentes: un robot llamado ED209 y un cyborg conocido como Robocop.
El director holandés, según relató él mismo, se asustó al ver las políticas liberales estadounidenses, bastante diferentes de las socialdemócratas europeas, y trató de imaginar un futuro donde las oportunidades empresariales son muchas, pero la vida de los ciudadanos se degrada por el crimen y otros delitos. Como se ha dicho, en ningún momento de la primera entrega aparece indicación alguna sobre la fecha de los acontecimientos, pero se da una idea de un futuro próximo, gracias al noticiero inicial o los anuncios que muestran el nivel tecnológico al que se ha llegado en los productos de gran consumo.

## Localización de Ciudad Delta

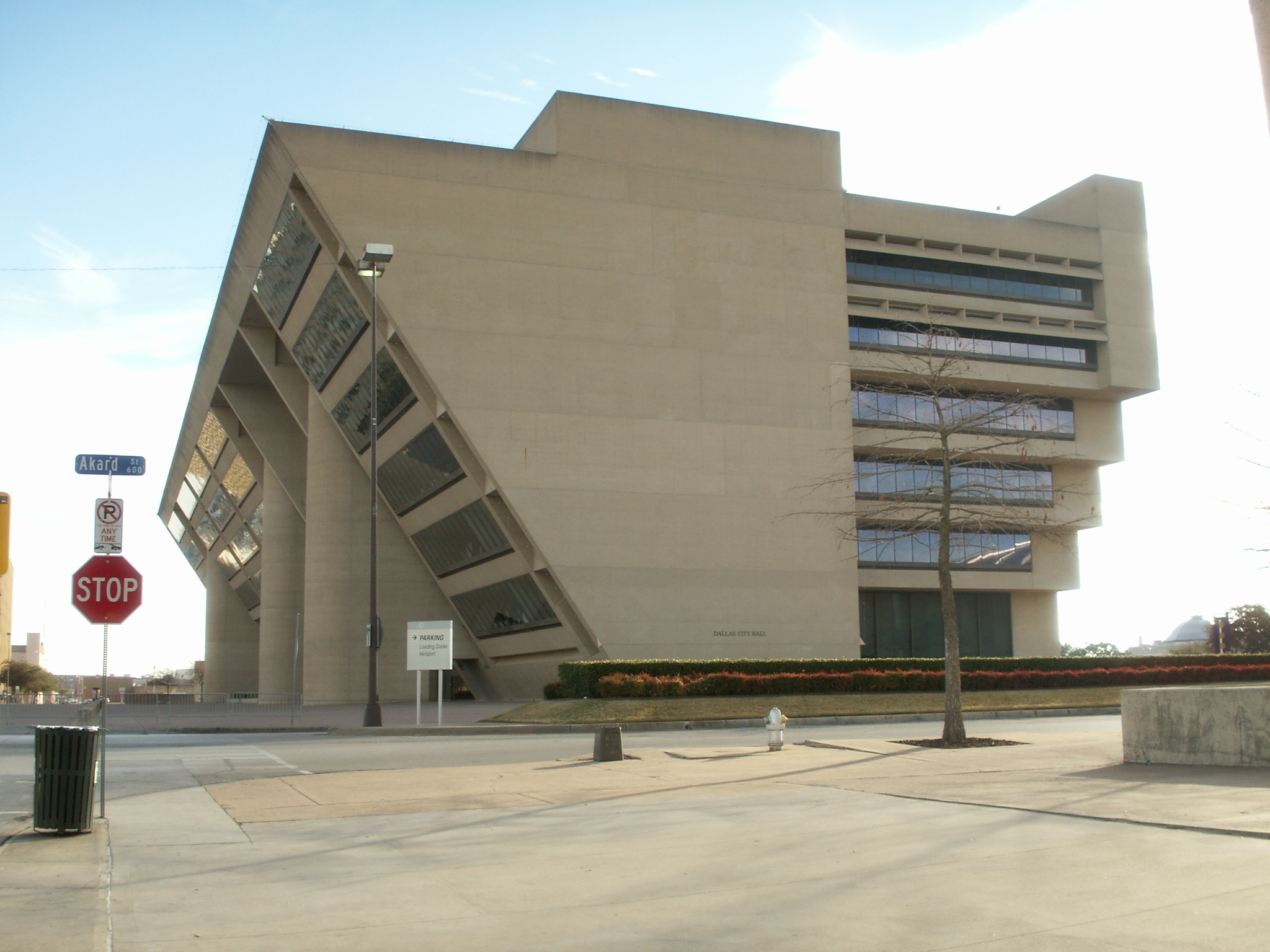
La alcaldía de Dallas, Texas, sede de la POC tras ser retocada digitalmente.

Para lograr la sensación de futuro cercano, el equipo localizó los exteriores en Dallas, ciudad que cuenta con numerosos edificios vanguardistas. Así, por ejemplo, la sede OCP es el ayuntamiento de la ciudad, retocado digitalmente para sumarle plantas hasta convertirlo en un rascacielos. En cambio, exteriores como la vieja fábrica de acero, donde se desarrolla el principio y fin de la primera entrega, es un exterior de Wheeling Pittsburgh Steel, Monessen.
La localización en la ciudad sureña dio numerosos problemas al equipo, al actor protagonista y los especialistas, por las altas temperaturas que pueden alcanzarse durante el verano. En algunos casos los termómetros marcaban 40° celsius, lo cual obligó a equipar el set de rodaje con numerosos ventiladores e hidratar mucho a los intérpretes. Es necesario reseñar la cantidad de piezas de las que se componía el traje del "nuevo guerrero del POC", en palabras del informativo, por lo que llevaba tiempo desmontarlo y volverlo a montar. Para evitar excesivos retrasos, actor y especialistas debían permanecer dentro, sudando abundantemente por la poca transpiración que debía sumarse a las tórridas temperaturas.
También la ciudad entera fue utilizada como fondo en las escenas nocturnas, donde puede verse los grandes carteles anunciando un nuevo Detroit. La carrera y el tiroteo por las autopistas que circunvalan la urbe, durante la primera persecución de la policía tras el camión del villano Clarence Boddicker, también fueron rodadas en la ciudad tejana. Asimismo, los rascacielos del centro se utilizaron como fondo en los cromas en la sala de reuniones donde se celebra la fallida presentación del robot ED-209. En los mismos edificios se ubicó el equipo para la escena del traslado al hospital en helicóptero, y en los suburbios  sirvieron como zona residencial en la que vivía el oficial Alex J. Murphy.

## Otras versiones
Ciudad Delta es también la urbe donde operan superheroínas como Ms. Americana, Green Specter, Got-Gal u Omegan Woman. Por su carácter de novela gráfica para adultos, los enemigos son psicópatas y especialmente unos seres mutantes o de procedencia desconocida llamados insectoides. En este caso lo que buscan dichos seres es aparearse con humanas para lograr descendencia y alimentarse de la leche de dichas heroínas.
Respecto a lo que puede parecer frente a las acciones perpetradas contra las protagonistas, la Ciudad Delta de Mr. X no muestra muchas escenas de violencia callejera contra los ciudadanos de la misma, como sí aparecen en obras del mismo género como de la saga Metrobay Chronicles desarrolladas en la ciudad ficticia homónima, en la que pueden  apreciarse raptos masivos, secuestros y otros delitos similares. Respecto a la ciudad en sí, si muestra parecidos vanguardistas con la representada por el director holandés, con varios edificios de líneas redondeadas, pero más numerosos.
El autor del estado de Washington no aclara si el nombre de Ciudad Delta está inspirado en la obra del director holandés o se debe a una casualidad no buscada.